# Ayrton Senna
Ayrton Senna da Silva, född 21 mars 1960 i São Paulo, död 1 maj 1994 i Bologna (efter en tävlingsolycka i Imola) i Italien, var en brasiliansk racerförare som blev världsmästare i Formel 1 tre gånger. Bruno Senna är hans systerson.
Asteroiden 6543 Senna är uppkallad efter honom.

## Racingkarriär
Senna debuterade i Brittiska F3-mästerskapet i det sista loppet säsongen 1982. Han tog pole position, satte snabbaste varvtid och vann loppet. Året därpå körde Senna formel 3 i West Surrey Racing. Bilen han körde var en Ralt RT3-Toyota. Senna inledde med nio segrar innan han körde av på Silverstonebanan. Sedan följde några dåliga lopp och värste konkurrenten Martin Brundle tog ledningen i poängstriden med en poäng och två lopp kvar. Senna vann de återstående loppen och tog hem F3-titeln 1983.
Senna var en mycket skicklig och spektakulär racerförare, som senare blev världsmästare i formel 1 tre gånger, säsongerna 1988, 1990 och 1991. 
Hans många dueller med Alain Prost tillhör formel 1-sportens mest rafflande. Senna anses vara en av de snabbaste förare som någonsin funnits i formel 1, vilket hans rekord på 65 pole position bevisar. Michael Schumacher tangerade dock och slog rekordet senare, men han behövde 233 lopp jämfört med Sennas 162 för att uppnå samma antal.
Ayrton Senna omkom under San Marinos Grand Prix 1994. Det blev en mycket tragisk tävling, eftersom österrikaren Roland Ratzenberger redan hade omkommit under tidskvalificeringen inför det loppet.
Senna blev för sina insatser invald i International Motorsports Hall of Fame 2000.
Flera Formel 1-förare, som Michael Schumacher, Fernando Alonso, Mika Häkkinen, Lewis Hamilton, Rubens Barrichello och David Coulthard anser att Senna är den bästa föraren någonsin.

### 1984
Senna inledde sin karriär i Toleman 1984 och i Monaco var han nära att vinna. Faktum var att han hade passerat Alain Prost, som ledde loppet, då loppet flaggades av på grund av regn. Resultatet räknades dock två varv tillbaka varför Prost vann. Senna var mycket upprörd efteråt och hävdade att de franska funktionärerna hade påverkat resultatet. Han fortsatte att göra succé men när han skrev kontrakt med Lotus inför säsongen 1985 stängdes han av i ett lopp. Senna blev väldigt arg och körde i ren ilska in på en tredjeplats i Portugal efter att han kommit tillbaka.

### 1985
Senna gick nu till Lotus där han bildade par med italienaren Elio de Angelis. Det var en framgångsrik duo och Senna vann sitt första lopp i Portugal i ösregn och vann återigen i Belgien. Han tog sju pole position under säsongen.
Sennas bil var ganska opålitlig, så han kunde inte hänga med i toppen, som de Angelis gjorde under större delen av säsongen. I takt med att bilen blev mer tillförlitlig lyckades Senna ta sig upp på fjärde plats i förar-VM vilket var före de Angelis. Hans stallkamrat gick sedan till Brabham och förolyckades senare under träning på Circuit Paul Ricard 1986.

### 1986

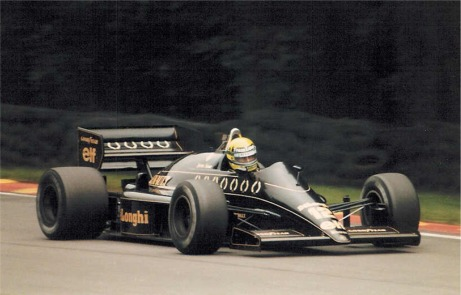
Senna kör för Team Lotus under Storbritanniens Grand Prix år 1986.

Säsongen 1986 fick Senna engelsmannen Johnny Dumfries som ny stallkamrat. Senna valde själv Dumfries eftersom han tyckte att Derek Warwick var för riskabel. Dumfries blev en rejäl flopp varför Senna själv fick dra Lotus lass, vilket var något han gjorde med den äran.
Han vann två deltävlingar under säsongen och hängde med i kampen om förartiteln tills det var ett par tävlingar kvar. För Dumfries blev det hans sista säsong i formel 1.

### 1987
1987 blev Sennas sista säsong i Team Lotus|Lotus. Han inledde återigen framgångsrikt genom att bland annat vinna i Monaco och USA. Han kunde dock inte hänga med Williams förare Nelson Piquet och Nigel Mansell som drog ifrån. Senna hade återigen en dålig stallkamrat, japanen Satoru Nakajima, som inte kunde matcha Senna. Senna var i en hel del bråk med Lotusledningen och när McLarens stallchef Ron Dennis lockade med Honda-motorer och en bra lön nappade Senna. Han blev trea i förar-VM 1987 men följande säsong väntade en tuff utmaning, då han skulle få Alain Prost som stallkamrat.

### 1988
Senna körde nu för McLaren vilket blev en rejäl utmaning. Han blev diskvalificerad i premiären i Brasilien och kraschade sedan i det tredje loppet i Monaco. Därefter började han vinna lopp efter lopp. McLaren var helt överlägsna och vann 15 av 16 deltävlingar. Senna var den vassare och vann åtta lopp medan 
stallkamraten Alain Prost vann sju. Prost var jämnare och tog fler poäng men eftersom enbart de elva bästa resultaten räknades in i mästerskapet vann Senna förar-VM, tack vare åtta segrar och tre andraplatser. Han vann sin första VM-titel 1988 28 år gammal och blev då den yngste mästaren sedan Niki Lauda 1975.

### 1989

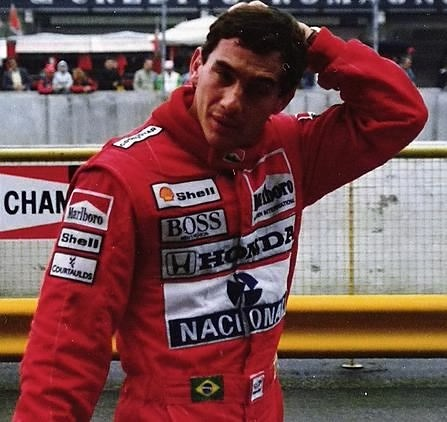
Senna i.

Den regerande världsmästaren Senna såg ut att gå mot en ny titel efter att ha vunnit tre av fyra första loppen 1989, men turen vände. I Portugal fick han till exempel bryta loppet efter att ha kolliderat med Nigel Mansell i Ferrari som redan var diskvalificerad. Senna kom dock tillbaka i slutet av säsongen och vann i Spanien. 
Inför loppet i Japan hade Senna en enorm press på sig, eftersom han var tvungen att vinna där samt det efterföljande loppet. Senna jagade Prost och försökte passera honom, men i Casio Triangle fanns det inte plats för båda. Bilarna hakade i varandra och Prost fick bryta loppet. Senna fick hjälp upp på banan av funktionärer och kunde fortsätta och gick i mål som etta. Han blev dock diskvalificerad för att han kommit tillbaka på banan på fel ställe och därmed kunde stallkamraten Alain Prost koras som världsmästare. Senna blev vansinnigt arg och svor på presskonferensen över funktionärerna varefter han meddelade att han skulle sluta.

### 1990
Efter att Alain Prost gått till Ferrari övertalades Senna att fortsätta och blev då stallkamrat med Gerhard Berger 1990.
Senna vann säsongspremiären i USA efter en tuff duell med Jean Alesi i Tyrrell. Senna vann därefter i Monaco och Kanada men råkade sedan in i en svacka, som innebar tre raka segrar för Prost. I Västtyskland vann Senna igen, liksom i Belgien och i Italien. Sedan blev det motigt för Senna och Prost kunde ta upp kampen, men i Japan avgjorde Senna, fast på ett osportsligt sätt. Han körde på Prost varvid båda bilarna körde av första kurvan och därmed blev Senna världsmästare. 
Senna var dock bekymrad över McLarens prestanda och skrev kontrakt med Ferrari men han ändrade sig och stannade kvar i stallet även säsongen 1991.

### 1991
Senna var knapp favorit före Alain Prost i Ferrari säsongen 1991. Hotet från Prost uteblev dock. Senna vann de fyra första loppen och tycktes vara på väg mot en ny mästartitel enkelt. Istället var Nigel Mansell i Williams på väg att komma i kapp, när han under mittsäsongen vann tre raka lopp. 
Sennas trumfkort var dock hans jämnhet vilket gjorde att Mansell aldrig hann i fatt. Mot slutet av säsongen drog Senna till och med ifrån och vann mästerskapstiteln med 24 poängs marginal. Noterbart är att Senna för första gången vann i Brasilien 1991, och det med en växellåda som med ungefär 10 varv kvar fastnat i sjätte växeln.

### 1992
Redan vid den första deltävlingen 1992 stod det klart att det skulle bli svårt för Senna att vinna sin tredje raka förartitel, för att inte säga omöjligt. 
Williams med Nigel Mansell drog rätt snabbt ifrån McLaren. Senna lyckades dock trots en dålig bil vinna i Monaco, Ungern och Italien. Senna slutade på fjärde plats i förarmästerskapet, vilket till och med var sämre än rookien Michael Schumacher. När Alain Prost snuvade honom på en plats i Williams, meddelade Senna att han skulle dra sig tillbaka.
Under året kraschade Erik Comas under ett lopp. Senna låg en bit bakom och när Comas kraschat stannade han sin bil, sprang mot Comas bil och stängde av den samt höll Comas huvud stilla tills läkarna kom dit. Det var troligtvis det som räddade Comas liv och Senna blev hyllad för detta.

### 1993

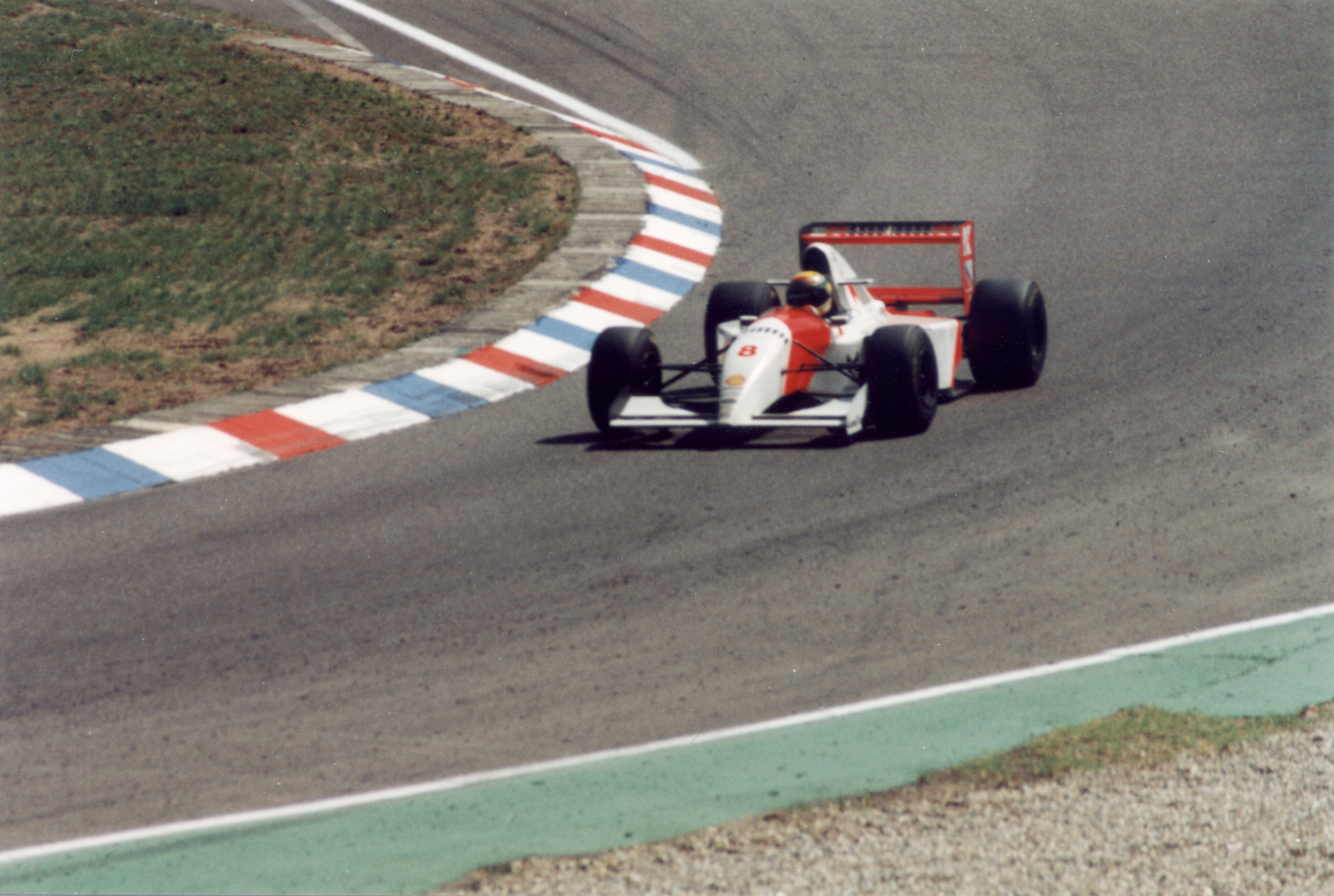
Senna i.

McLaren lyckades dock behålla Senna inför säsongen 1993. Senna var tveksam men han lockades med 1 miljon dollar per tävling och han tog chansen. Hans kontrakt gällde dock per lopp, så att han kunde lämna stallet om han ville. Senna körde dock hela säsongen och vann fem deltävlingar.
Det räckte dock inte för att slå Alain Prost i Williams, som vann förar-VM. Senna, som kom tvåa, tog snabbt chansen att skriva på för Williams när det blev klart att Prost skulle sluta.

### 1994
Senna tävlade för Williams säsongen 1994 och var en given favorit till mästartiteln. Han tog pole position i de tre första loppen, men när det tredje loppet startade hade Senna ännu ingen poäng, medan Michael Schumacher i Benetton hade tagit full pott.
Sennas död

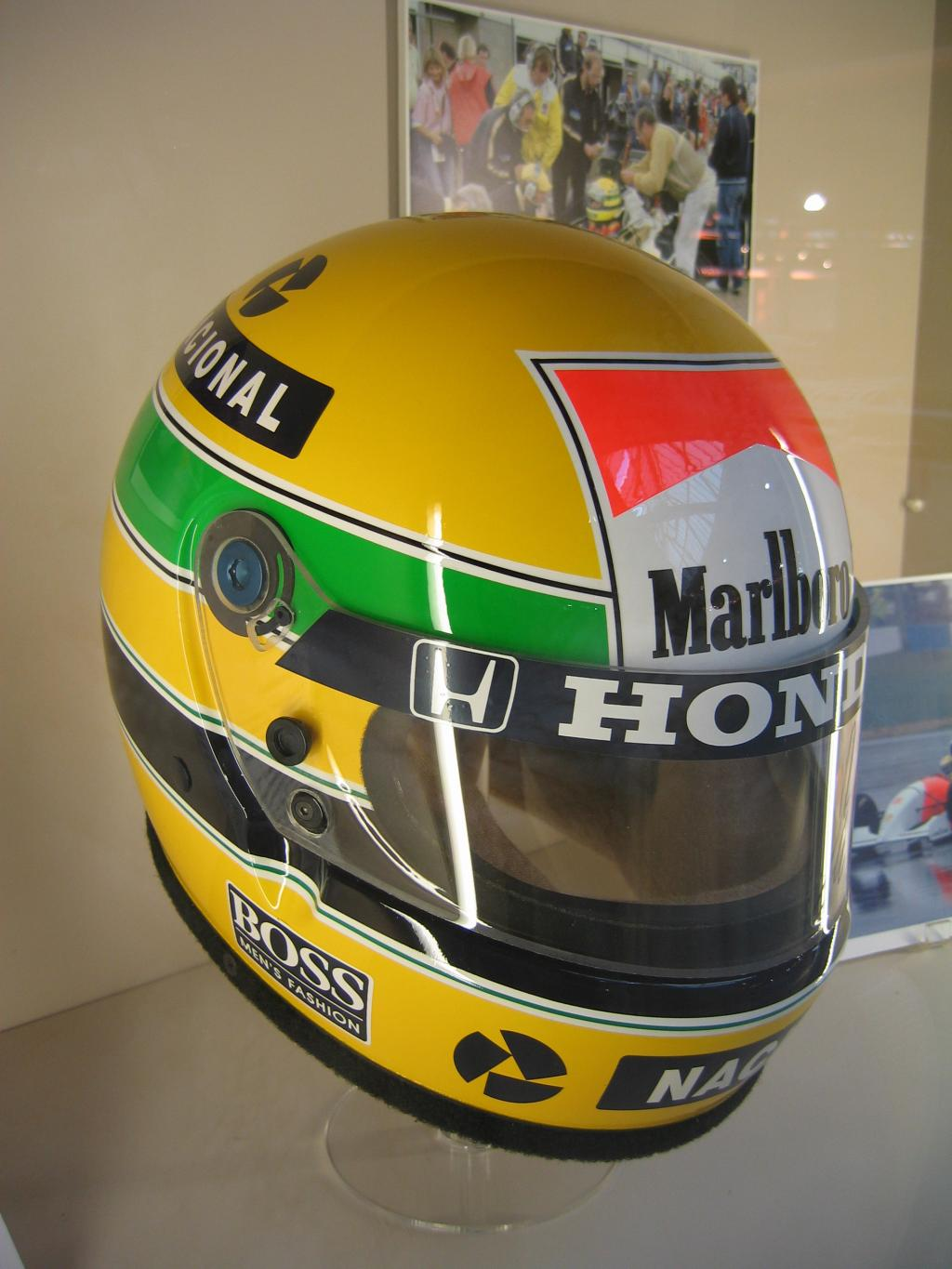
Ayrton Sennas hjälm

Senna ledde i inledningen av San Marinos Grand Prix då hans bil for av banan och in i betongmuren vid Tamburello. Senna avled troligen på grund av att han fick en del av hjulupphängningen genom hjälmen. Han avled på sjukhuset i Bologna utan att ha återfått medvetandet. Dagen före hade Roland Ratzenberger, som körde för Simtek, omkommit vid en krasch i Villeneuvekurvan.
Sennas krasch innebar att Williams åtalades, men stallet frikändes. Teorierna om vad som orsakat olyckan har varit många. En teori är att styrningen slutade fungera medan en annan anser att däcktrycket var för lågt varför bilen kom att ligga för nära banan. Sennas död blev ett stort avbräck för formel 1 eftersom han var den stora stjärnan.
Ayrton Senna blev 34 år och fick en statsbegravning; han vilar nu på Morumbi-kyrkogården i São Paulo.
Som svar på teorierna om lågt lufttryck i däcken infördes efter Sennas död regeln om en planka under Formel 1-bilen och om plankan är för nött efter en tävling diskvalificeras bilen.

## F1-karriär
| Säsong                 | Stall/Tillverkare      | Placering              | Lopp | Poäng | Etta | Tvåa | Trea | Pole | Varv |
| ---------------------- | ---------------------- | ---------------------- | ---- | ----- | ---- | ---- | ---- | ---- | ---- |
| 1984                   | Toleman-Hart           | 9                      | 15   | 13    |      | 1    | 2    |      | 1    |
| 1985                   | Lotus-Renault          | 4                      | 16   | 38    | 2    | 2    | 2    | 7    | 3    |
| 1986                   | Lotus-Renault          | 4                      | 16   | 55    | 2    | 4    | 2    | 8    |      |
| 1987                   | Lotus-Honda            | 3                      | 16   | 57    | 2    | 4    | 2    | 1    | 3    |
| 1988                   | McLaren-Honda          | 1                      | 16   | 90    | 8    | 3    |      | 13   | 3    |
| 1989                   | McLaren-Honda          | 2                      | 16   | 60    | 6    | 1    |      | 13   | 3    |
| 1990                   | McLaren-Honda          | 1                      | 16   | 78    | 6    | 2    | 3    | 10   | 2    |
| 1991                   | McLaren-Honda          | 1                      | 16   | 96    | 7    | 3    | 2    | 8    | 2    |
| 1992                   | McLaren-Honda          | 4                      | 16   | 50    | 3    | 1    | 3    | 1    | 1    |
| 1993                   | McLaren-Ford           | 2                      | 16   | 73    | 5    | 2    |      | 1    | 1    |
| 1994                   | Williams-Renault       | †                      | 3    | 0     |      |      |      | 3    |      |
| Sammanlagt 11 säsonger | Sammanlagt 11 säsonger | Sammanlagt 11 säsonger | 162  | 610   | 41   | 23   | 16   | 65   | 19   |

| 1. Portugal 1985 2. Belgien 1985 3. Spanien 1986 4. Detroit 1986 5. Monaco 1987 6. Detroit 1987 7. San Marino 1988 8. Kanada 1988 9. Detroit 1988 10. Storbritannien 1988 11. Tyskland 1988 12. Ungern 1988 13. Belgien 1988 14. Japan 1988 15. San Marino 1989 16. Monaco 1989 17. Mexiko 1989 18. Tyskland 1989 19. Belgien 1989 20. Spanien 1989 21. USA 1990 22. Monaco 1990 23. Kanada 1990 24. Tyskland 1990 25. Belgien 1990 26. Italien 1990 27. USA 1991 28. Brasilien 1991 29. San Marino 1991 30. Monaco 1991 31. Ungern 1991 32. Belgien 1991 33. Australien 1991 34. Monaco 1992 35. Ungern 1992 36. Italien 1992 37. Brasilien 1993 38. Europa 1993 39. Monaco 1993 40. Japan 1993 41. Australien 1993 |

| 1. Monaco 1984 2. Österrike 1985 3. Europa 1985 4. Brasilien 1986 5. Belgien 1986 6. Tyskland 1986 7. Ungern 1986 8. San Marino 1987 9. Ungern 1987 10. Italien 1987 11. Japan 1987 12. Mexiko 1988 13. Frankrike 1988 14. Australien 1988 15. Ungern 1989 16. Ungern 1990 17. Portugal 1990 18. Italien 1991 19. Portugal 1991 20. Japan 1991 21. Tyskland 1992 22. Sydafrika 1993 23. Spanien 1993 |

| 1. Storbritannien 1984 2. Portugal 1984 3. Nederländerna 1985 4. Italien 1985 5. Monaco 1986 6. Mexiko 1986 7. Storbritannien 1987 8. Tyskland 1987 9. Brasilien 1990 10. Frankrike 1990 11. Storbritannien 1990 12. Mexiko 1991 13. Frankrike 1991 14. Sydafrika 1992 15. San Marino 1992 16. Portugal 1992 |

| 1. Portugal 1985 2. San Marino 1985 3. Monaco 1985 4. Detroit 1985 5. Italien 1985 6. Europa 1985 7. Australien 1985 8. Brasilien 1986 9. Spanien 1986 10. San Marino 1986 11. Detroit 1986 12. Frankrike 1986 13. Ungern 1986 14. Portugal 1986 15. Mexiko 1986 16. San Marino 1987 17. Brasilien 1988 18. San Marino 1988 19. Monaco 1988 20. Mexiko 1988 21. Kanada 1988 22. Detroit 1988 23. Tyskland 1988 24. Ungern 1988 25. Belgien 1988 26. Italien 1988 27. Spanien 1988 28. Japan 1988 29. Australien 1988 30. Brasilien 1989 31. San Marino 1989 32. Monaco 1989 33. Mexiko 1989 34. USA 1989 35. Storbritannien 1989 36. Tyskland 1989 37. Belgien 1989 38. Italien 1989 39. Portugal 1989 40. Spanien 1989 41. Japan 1989 42. Australien 1989 43. Brasilien 1990 44. San Marino 1990 45. Monaco 1990 46. Kanada 1990 47. Tyskland 1990 48. Belgien 1990 49. Italien 1990 50. Spanien 1990 51. Japan 1990 52. Australien 1990 53. USA 1991 54. Brasilien 1991 55. San Marino 1991 56. Monaco 1991 57. Ungern 1991 58. Belgien 1991 59. Italien 1991 60. Australien 1991 61. Kanada 1992 62. Australien 1993 63. Brasilien 1994 64. Stilla havet 1994 65. San Marino 1994 |

| 1. Monaco 1984 2. Portugal 1985 3. Kanada 1985 4. Detroit 1985 5. Monaco 1987 6. Detroit 1987 7. Italien 1987 8. Monaco 1988 9. Kanada 1988 10. Japan 1988 11. USA 1989 12. Tyskland 1989 13. Spanien 1989 14. Monaco 1990 15. Italien 1990 16. Italien 1991 17. Japan 1991 18. Portugal 1992 19. Europa 1993 |

| 1. Australien 1987 2. Brasilien 1988 3. Japan 1989 |

## Kuriosa med svensk anknytning
Ayrton Senna tävlade i VM i gokart som gick i Kalmar i september 1982. Det gick mycket dåligt för Senna, som slutade på 14:e plats. Samma år körde Senna Formel Ford 2000 i Rushen Green-stallet med den svenske mekanikern Petter Dahl.